# Josep Costa i Hugas
Josep Costa i Hugas (Torroella de Montgrí, 14 de febrer del 1827 - Torroella de Montgrí, 26 de maig del 1881) va ser un músic, compositor i guitarrista d'anomenada internacional. Va estudiar Dret i va exercir-ne la professió. Malgrat l'escassa obra publicada, a inicis de segle XIX va ser un important compositor de música per a guitarra, emmarcat en una generació d'autors com Sor o Aguado, i d'intèrprets com Julián Arcas, Antonio Cano o Josep Brocà Codina.

## Biografia
Durant la seva infantessa, va estudiar amb el professor i compositor barceloní Bonaventura Bassols (1812-1868) a Figueres, i amb Pasqual Pérez i Gascón (1802-1864) a València, on va perfeccionar els seus coneixements d'harmonia i contrapunt. La seva fou una generació que va viure un marcat abans i després, ja que va ser un període molt intens en el perfeccionament de la tècnica de la guitarra en estudis d'organologia, i de gran personalitat en la producció musical destinada a aquest instrument.
Costa va aprofitar aquests aspectes, ja que les seves poques obres es caracteritzen per una solidesa i varietat harmònica, aspectes poc comuns en la música coetània per a guitarra. Sens dubte, una de les seves inspiracions fou la música de Ferran Sor, que a finals del segle xviii havia estudiat a l'escolania de Montserrat, influència que Costa hauria rebut del seu mestre Bonaventura Bassols. Aquesta predilecció féu que Sor fos el seu compositor predilecte, i que es centrés en l'estudi i la interpretació de les obres d'aquest compositor, aleshores poc conegut a Espanya.

Va fer molts concerts a París, on visqué una llarga temporada, i especialment a Madrid, on s'establí durant vint-i-cinc anys i on es guanyà la vida fent d'advocat. Tingué amistat amb Francisco Asenjo Barbieri, a qui dedicà la Fantasia sobre motivos de La Traviata. Tot i això, no va ser gaire vist en el terreny de la composició com tampoc amb la seva activitat concertística, però les obres que se'n conserven són de gran qualitat. Com a intèrpret, Costa va ser un guitarrista de saló familiar i privat, que tocava la guitarra per afició, no per professió. 
| «                                             | Extraordinàriament dotat per la guitarra i la composició, la desídia i l'estrany temperament que tenia van evitar que ocupés el lloc que li correspondria entre els primers de la guitarra per l'originalitat de les seves composicions | » |
| — Del catàleg La guitarra als Països Catalans | |   |

De la seva tasca com a compositor es conserven mitja dotzena de peces originals i adaptacions per a guitarra d'obres d'altres autors; algunes de les seves partitures es conserven al fons especial del Museu de la Mediterrània. Té un carrer dedicat a la seva Torroella natal, població on morí i on està enterrat, darrere de la capella del Roser, sense cap làpida ni escrit que n'identifiqui la sepultura.

## Obra
La part fonamental de la seva obra va conèixer una publicació paral·lela a Espanya i Itàlia en forma de col·lecció titulada 6 obras escritas para guitarra por D. José Costa (1ª colección). L'editor espanyol fou Antonio Romero, en el catàleg del qual també es trobaven col·leccions de sis obres amb el més destacat de la música guitarrística d'Antonio Cano. Tot i la nomenclatura "1ª colección" aquesta edició, la sèrie no va tenir continuïtat. Com encapçalament de les 6 obras, va inserir una carta dirigida a Hilarón Eslava.
- Durutte, vals andantino fácil y brillante
- Estudio fácil y brillante
- El Fagot (Célebre vals), enregistrat pel guitarrista Josep Manzano.[5]
- Fantasía brillante, sobre motivos de "La Traviata" (1872), enregistrada per Josep Manzano
- Fantasía con variaciones (1853)
- Julia, rêverie brillante
- Reverie nupcial
- Vals, op. 50[6]

### Adaptacions
- Gran andante de la 4ª sinfonía de Felix Mendelshonn Bartholdy
- Plegaria, sobre música d'Hilarión Eslava